# Цапко (платформа)
Цапко — остановочный пункт Сахалинского региона Дальневосточной железной дороги. Назван по одноимённому селу, в котором расположена.

## История
Платформа открыта в 1928 году в составе пускового участка Долинск — Макаров.
20 августа 1945 года освобождена советскими войсками.
Современное название станция получила в 1946 году.

## Деятельность
По состоянию на декабрь 2012 года пассажирские поезда на станции не останавливаются. Грузовые операции по станции не предусмотрены.